# Mostuea neurocarpa
Mostuea neurocarpa är en tvåhjärtbladig växtart som beskrevs av Ernest Friedrich Gilg. Mostuea neurocarpa ingår i släktet Mostuea och familjen Gelsemiaceae. Inga underarter finns listade i Catalogue of Life.